# Кихалац
Кихалац је насељено мјесто на подручју града Глине, Банија, Сисачко-мославачка жупанија, Република Хрватска.

## Историја
Кихалац се од распада Југославије до августа 1995. године налазио у Републици Српској Крајини.

## Становништво
| Националност       | 1991.       |
| Хрвати             | 73 (97,33%) |
| Срби               | 2 (2,66%)   |
| Југословени        |             |
| остали и непознато |             |
| Укупно             | 75          |

| Демографија | Демографија | Демографија |
| Година      | Становника  | Становника  |
| ----------- | ----------- | ----------- |
| 1971.       | 82          |             |
| 1981.       | 77          |             |
| 1991.       | 75          |             |
| 2001.       | 62          |             |
| 2011.       |             | 50          |